# بیلی اسکارات
بیلی اسکارات (انگلیسی: Billy Scarratt; ۱ ژانویهٔ ۱۸۷۸ – ۱ ژانویهٔ ۱۹۵۸) بازیکن فوتبال اهل بریتانیا بود.
از باشگاه‌هایی که در آن بازی کرده‌است می‌توان به باشگاه فوتبال شروزبری تاون اشاره کرد.